# Andrzej Zozula
Andrzej Zozula (ur. 11 października 1950 w Warszawie) – polski ekonomista i samorządowiec, działacz opozycji w PRL oraz polskiej społeczności żydowskiej.

## Życiorys
W 1975 ukończył ekonomię na Uniwersytecie Warszawskim. W latach 1972–1973 działał w Związku Młodzieży Socjalistycznej. Od 1973 pracował jako ekonomista w Przedsiębiorstwie Handlu Zagranicznego Bumar, Centralnym Związku Spółdzielni Budownictwa Mieszkaniowego i Centralnym Ośrodku Badawczo-Rozwojowym Opakowań.
W okresie PRL działał w opozycji demokratycznej. Był współpracownikiem Komitetu Obrony Robotników oraz Komitetu Samoobrony Społecznej „KOR”. W 1977 został usunięty ze studium doktoranckiego w Instytucie Historii Polskiej Akademii Nauk za podpisanie Deklaracji Ruchu Demokratycznego. W 1978 był współzałożycielem Tymczasowego Komitetu Samoobrony Chłopskiej Ziemi Lubelskiej. Został aresztowany 28 sierpnia 1980, jednak po 5 dniach został zwolniony na mocy porozumień sierpniowych. W latach 1977–1978 i 1980 był współpracownikiem pisma „Robotnik”, a w 1979 pisma „Placówka”. W 1981 był uczestnikiem rolniczych strajków okupacyjnych w Ustrzykach Dolnych i Rzeszowie. Internowany 13 grudnia 1981. Był więziony w zakładach karnych w Białołęce, Załężu i Kielcach. Zwolnienie uzyskał w październiku 1982. Związał się wkrótce z Niezależną Oficyną Wydawniczą NOWA.
W latach 1989–1991 był dyrektorem Helsińskiej Fundacji Praw Człowieka, a w latach 1991–1994 zastępcą wójta gminy Jabłonna. Od połowy lat 90. działa na rzecz społeczności żydowskiej. W 1997 został dyrektorem biura i członkiem zarządu Związku Gmin Wyznaniowych Żydowskich w RP, a także członkiem zarządu Gminy Wyznaniowej Żydowskiej w Warszawie.

## Odznaczenia
W 2006, za wybitne zasługi dla niepodległości Rzeczypospolitej Polskiej, za działalność na rzecz przemian demokratycznych w kraju, odznaczony przez prezydenta Lecha Kaczyńskiego Krzyżem Komandorskim Orderu Odrodzenia Polski. W 2017 został wyróżniony Krzyżem Wolności i Solidarności, przyznanym postanowieniem prezydenta RP Andrzeja Dudy.